# Гаєм-Шахр
Гаєм-Шахр (Гаєм-Шагр) (перс. قائمشهر) — місто у іранській провінції Мазендаран. Первісно відоме, як Аліябад, а до Іранської революції 1979 року — Шехі.
Розташоване за 23 км на південний схід від столиці провінції, міста Сарі.
Населення міста — 147,2 тис. мешканців.
| Іран | Це незавершена стаття з географії Ірану. Ви можете допомогти проєкту, виправивши або дописавши її. |

1. ↑  GeoNames — 2005.
2. ↑  https://www.amar.org.ir/english
3. ↑  جمعیت به تفکیک تقسیمات کشوری